# Macromia zeylanica
Macromia zeylanica là loài chuồn chuồn trong họ Macromiidae. Loài này được Fraser mô tả khoa học đầu tiên năm 1927.